# World Champions v Asia Stars Challenge
World Champions v Asia Stars Challenge — пригласительный снукерный турнир, который проходил только один раз — в 2004 году в Таиланде.
Турнир был очень похож на Euro-Asia Snooker Masters Challenge и являлся практически тем же соревнованием, носившим другое название. В нём участвовали 4 чемпиона мира (Стивен Хендри, Джон Хиггинс, Кен Доэрти и Марк Уильямс) и 4 игрока с Дальнего Востока — Марко Фу, Дин Цзюньхуэй, Джеймс Уоттана и Аттасит Махитхи. Формат турнира также был похожим на формат Euro-Asia Masters Challenge — снукеристы были разделены на 2 группы, в полуфинал проходили по 2 игрока с лучшими показателями в своей группе.
Этот турнир не входил в календарь мэйн-тура.

## Победители
| Год  | Победитель | Финалист     | Счёт | Приз победителю |
| ---- | ---------- | ------------ | ---- | --------------- |
| 2004 | Марко Фу   | Джон Хиггинс | 5:1  | £ 30 000        |